# Fanoula Papazoglou
Pour les articles homonymes, voir Papazoglou.
Fanoula Papazoglou (serbe : Фанула Папазоглу, grec moderne : Φανούλα Παπάζογλου/Fanoula Papazoglou), née en 1917 à Bitola et morte le 26 janvier 2001, est une épigraphiste et historienne macédonienne. Spécialiste de l'histoire ancienne de la région des Balkans, elle est la fondatrice du Centre pour l'épigraphie et la numismatique ancienne, en 1970.

## Biographie
Papazoglou est née à Bitola, dans le royaume de Serbie (aujourd'hui en Macédoine), dans une famille d'origine grecque. Elle termine le lycée dans cette ville en 1936, avant de suivre un cursus à la faculté de philosophie de l'université de Belgrade, où elle étudie la philologie classique, l'histoire ancienne et l'archéologie. Elle rédige une partie de ses recherches en français sans aide.
Pendant l'occupation par les forces de l'Axe de la Serbie, elle soutient les Partisans yougoslaves, et est membre de la branche étudiante. 
Elle est arrêtée et passe un an dans le camp de concentration de Banjica, de 1942 à 1943.
Elle sort diplômée de la Faculté de philosophie de Belgrade en 1946, et travaille au Département d'histoire antique de cette même faculté à partir de 1947. Sa thèse, qu'elle soutient en 1955 porte sur les villes macédoniennes pendant l'époque romaine. Elle devient professeure en 1965. Elle rencontre son futur mari, l'historien Georges Ostrogrorsky, dans cette université.
Elle a fondé le Centre d'études épigraphiques et numismatiques à la Faculté de philosophie de Belgrade (Département d'histoire).
Le 21 mars 1974, elle est élue à l'Académie serbe des sciences et des arts, et en devient une membre à part entière le 15 décembre 1983.
Elle est la mère de la mathématicienne Tatjana Ostrogorski.

## Publications
- Makedonski gradovi u rimsko doba ("Villes macédoniennes pendant l’occupation romaine"), 1955, thèse
- Prilozi istoriji Singidunuma i srednjeg Podunavlja Gornje Mezije, 1957
- Makedonski gradovi u rimsko doba, 1957
- Srednjobalkanska plemena u predrimsko doba ("Les tribus balkaniques centrales pendant la période pré-romaine"), 1969, 1978
- Rimski građanski ratovi, 1991
- Istorija helenizma ("Histoire de l'hellénisme"), 1995
- Fanoula Papazoglou, « Le Territoire de la colonie de Philippes », Bulletin de Correspondance Hellénique, vol. 106, no 1,‎ 1982, p. 89–106 (DOI 10.3406/bch.1982.1905, lire en ligne, consulté le 25 juillet 2025).

## Récompenses
- Prix Octobre de la Ville de Belgrade
- Prix du 7 juillet